# 阿菊 (真田信繁長女)
阿菊（おきく、生年不詳 - 寛永19年10月28日（1642年12月19日））は安土桃山時代から江戸時代前期にかけての女性。真田信繁の長女。母は真田家家臣・堀田作兵衛（興重）の妹。名はすへともいう。

## 人物
信濃国上田（長野県上田市）で生まれる。父の信繁は信濃の国衆・真田氏のより出た豊臣政権下の大名であるが、信繁は上田時代には堀田作兵衛の妹や同じく真田家臣・高梨内記の娘を側室としており、堀田作兵衛妹との間には阿菊のほか次女・於市が生まれている。
信繁は関ヶ原の戦いに伴う第二次上田合戦において西軍に属して戦い、関ヶ原合戦で西軍が敗北すると、高野山へ蟄居する。堀田作兵衛は上田に残留し、阿菊を養女とすると、大坂の陣以前に信濃国長窪宿（長野県小県郡長和町）の本陣・石合十蔵（重定または道定）に嫁いだ。なお、信繁次女の於市は九度山に随行し、同地で死去している。
慶長20年（1615年）の大坂の陣では、父の信繁と養父の堀田作兵衛が死去する。寛永16年（1639年）には阿菊や石合家に預けられていた堀田作兵衛の嫡男・又兵衛の存在が露呈したため石合家は詮議を受けるが、処罰は免れている。
寛永19年（1642年）10月28日に死去。墓所は長和町古町の西蓮寺。法名は松屋寿貞大姉。

## 登場する作品
- 真田丸 - 平成28年（2016年）、NHK、演：玉城美海→恒松祐里